# Натан Паттерсон
Натан Паттерсон (англ. Nathan Patterson, нар. 16 жовтня 2001, Глазго) — шотландський футболіст, захисник клубу «Евертон» та національної збірної Шотландії.

## Клубна кар'єра
Народився 16 жовтня 2001 року в місті Глазго. Вихованець футбольної школи клубу «Рейнджерс». Дорослу футбольну кар'єру розпочав 2020 року в основній команді того ж клубу. В сезоні 2020/21 Паттерсон виграв чемпіонат Шотландії, зігравши у тому розіграші 7 ігор.
4 січня 2022 року Натан Паттерсон перейшов до англійського «Евертона», з яким підписав контракт на п'ять з половиною років. 

## Виступи за збірні
2017 року дебютував у складі юнацької збірної Шотландії (U-17), загалом на юнацькому рівні взяв участь у 15 іграх, відзначившись одним забитим голом.
2020 року залучався до складу молодіжної збірної Шотландії. На молодіжному рівні зіграв у 4 офіційних матчах.
Не зігравши жодного матчу у складі національної збірної Шотландії, у травні 2021 року Паттерсон був включений до заявки збірної на чемпіонат Європи 2020 року.
6 червня 2021 року у товариському матчі проти команди Люксембургу Натан Паттерсон дебютував у складі національної збірної Шотландії.

## Статистика виступів

### Статистика клубних виступів
| Сезон                 | Команда               | Чемпіонат             | Чемпіонат | Чемпіонат | Національний кубок | Національний кубок | Національний кубок | Континентальні кубки | Континентальні кубки | Континентальні кубки | Інші змагання | Інші змагання | Інші змагання | Усього | Усього |
| Сезон                 | Команда               | Ліга                  | Ігор      | Голів     | Ліга               | Ігор               | Голів              | Ліга                 | Ігор                 | Голів                | Ліга          | Ігор          | Голів         | Ігор   | Голів  |
| --------------------- | --------------------- | --------------------- | --------- | --------- | ------------------ | ------------------ | ------------------ | -------------------- | -------------------- | -------------------- | ------------- | ------------- | ------------- | ------ | ------ |
| 2019–20               | «Рейнджерс»           | ШП                    | 0         | 0         | КШ+КШЛ             | 1+0                | 0                  | ЛЄ                   | 1                    | 0                    | -             | -             | -             | 2      | 0      |
| 2020–21               | «Рейнджерс»           | ШП                    | 7         | 0         | КШ+КШЛ             | 2+0                | 1+0                | ЛЄ                   | 5                    | 1                    | -             | -             | -             | 14     | 2      |
| 2021–22               | «Рейнджерс»           | ШП                    | 5         | 0         | КШЛ                | 2                  | 0                  | ЛЄ                   | 3                    | 0                    | -             | -             | -             | 10     | 0      |
| Всього за «Рейнджерс» | Всього за «Рейнджерс» | Всього за «Рейнджерс» | 12        | 0         | —                  | 5                  | 1                  | —                    | 9                    | 1                    | —             | 0             | 0             | 26     | 2      |
| 2021–22               | «Евертон»             | АПЛ                   | 0         | 0         | КА                 | 0                  | 0                  | —                    | —                    | —                    | —             | —             | —             | 0      | 0      |
| Усього за кар'єру     | Усього за кар'єру     | Усього за кар'єру     | 12        | 0         |                    | 5                  | 1                  |                      | 9                    | 1                    |               |               |               | 26     | 2      |